# Virginia Gardner
Virginia Gardner, surnommée Ginny Gardner, née le 18 avril 1995 à Sacramento, en Californie, est une actrice américaine. Elle est surtout connue pour son rôle de Karolina Dean dans la série télévisée Runaways.

## Filmographie

### Cinéma
- 2015 : Projet Almanac : Christina Raskin
- 2016 : Goat : Leah
- 2016 : Good Kids : Emily
- 2016 : Tell Me How I Die : Anna
- 2018 : Little Bitches : Kelly
- 2018 : Halloween : Vicky
- 2018 : Starfish (en) : Aubrey Parker
- 2018 : Monster Party : Iris
- 2019 : Tous nos jours parfaits : Amanda
- 2019 : Liked : Caitlin
- 2022 : Fall de Scott Mann : Hunter
- 2023 : Beautiful Disaster (en) (Joli Désastre ) : Abby Abernathy
- 2023 : See you on Venus : Amelia "Mia"
- 2024 : Beautiful Wedding : Abby Abernathy
- 2025 : F*** Marry Kill (en) : Kelly

### Télévision
- 2011 : Hart of Dixie : jeune Lemon
- 2012 : Les Bio-Teens : Danielle
- 2013 : Glee : Katie Fitzgerald / Marissa
- 2013-2014 : Les Goldberg : Lexy Bloom
- 2015 : Murder : Molly
- 2016 : New York, unité spéciale (saison 17, épisode 20) :  Sally Landry
- 2016 : Major Crimes : Brie Miller
- 2016 : Secrets and Lies : Rachel
- 2017 : The Tap : Michelle Cuttriss
- 2017 : Zoo : Clem-2
- 2017- 2019 : Runaways : Karolina Dean (en)
- 2021 : American Horror Stories : Bernadette (saison 1, épisode 5)
- 2025 : 1923 saison 2 : Mabel